# 앞으로 나아가자!/꿈꾸는 Sunflower
〈앞으로 나아가자!/꿈꾸는 Sunflower〉(前へススメ!/夢みるSunflower 마에에스스메!/유메미루선플라워[*])는 Poppin'Party의 여섯 번째 싱글이다.
더블 타이틀 곡 싱글로의 발매는 세 번째 싱글 〈이제 막 달리기 시작한 너에게/티어 드롭스〉(走り始めたばかりのキミに/ティアドロップス) 이래가 된다.
초도 생산 특전으로 오리지널 캐릭터 스티커(총 6종 중 랜덤으로 1장)이 봉입.

## 수록 내용
- 전체 작사: 나카무라 코 / 전체 편곡: 후지타 준페이(Elements Garden)

| #  | 제목                                                         | 작곡                               | 재생 시간 |
| -- | ------------------------------------------------------------ | ---------------------------------- | --------- |
| 1. | 〈앞으로 나아가자〉 (前へススメ!)                            | 아게마츠 노리야스(Elements Garden) | 5:08      |
| 2. | 〈꿈꾸는 Sunflower〉 (夢みるSunflower)                       | 후지타 준페이(Elements Garden)     | 4:39      |
| 3. | 〈앞으로 나아가자!〉 (Inst.)                                 |                                    |           |
| 4. | 〈꿈꾸는 Sunflower〉 (Inst.（instrumental）)                 |                                    |           |
| 5. | 〈악곡 소개 From Poppin’Party〉 (楽曲紹介 from Poppin’Party) |                                    | 6:05      |

## 미디어에서의 사용
앞으로 나아가자!
- TV 애니메이션 《BanG Dream!》 1기 삽입곡

꿈꾸는 Sunflower
- TV 애니메이션 《BanG Dream!》 1기 삽입곡

## 주간차트
| 차트 (2017)        | 최고 순위 |
| ------------------ | --------- |
| 일본 (오리콘 차트) | 12        |

### 내용주
1. ↑  대한민국 음원 사이트에는 ‘악기 소개’라고 잘못 번역이 되어 있다.

### 출전
1. ↑  “TVアニメ『BanG Dream!（バンドリ！）』挿入歌、「前へススメ！／夢みるSunflower」好評発売中！” [TV 애니메이션 “BanG Dream!(뱅드림!)” 삽입곡, ‘앞으로 나아가자!/꿈꾸는 Sunflower’ 호평 발매중!]. 《초! 애니메디어》 (일본어). 가쿠엔 플러스. 2017년 5월 14일. 2019년 1월 24일에 원본 문서에서 보존된 문서. 2017년 8월 1일에 확인함.
2. ↑  “TVアニメ「BanG Dream!」6thシングル「前へススメ!/夢みるSunflower」” [TV 애니메이션 “BanG Dream!” 6번째 싱글  ‘앞으로 나아가자!/꿈꾸는 Sunflower’] (일본어). ORICON NEWS. 2017년 6월 18일에 확인함.